# Reservas de la biosfera de México
Este artículo  recoge, en forma de tabla, todas las reservas de la biósfera de México.
Las reservas de la biósfera son áreas representativas de uno o más ecosistemas no alterados por la acción del ser humano o que requieran ser preservados y restaurados, en las cuales habitan especies representativas de la biodiversidad nacional, incluyendo a las consideradas endémicas, amenazadas o en peligro de extinción. Originalmente, el concepto surgió a partir del Programa MaB de la Unesco puesto en marcha en 1971, pero la denominación «Reserva de la biósfera» ha sido afortunada y ha sido usada como una de las figuras de protección medioambiental en muchos países —como ha sucedido en México— sin que tenga ya relación con el programa de la Unesco. 
En México, las reservas de la biósfera son administradas por la Comisión Nacional de Áreas Naturales Protegidas (CONANP), que es un órgano desconcentrado de la Secretaría de Medio Ambiente y Recursos Naturales (SEMARNAT), encargado de la administración de las áreas naturales protegidas. Además, en México, como sucede en casi todos los países, son varias las administraciones involucradas en la protección medioambiental —a nivel federal, estatal y municipal— que coexisten con algunas instituciones y organismos que administran algunas áreas protegidas (Universidades, patronatos, institutos científicos...). Y en general todas esas administraciones e instituciones han hecho uso de la denominación de «reserva de la biósfera», por lo que debe de extremarse el cuidado al recogerlas, ya que no todas forman parte del mismo grupo de áreas protegidas.
De forma resumida, en julio de 2016 en México existían:
- 42 reservas de la biósfera a nivel federal administradas por la CONANP que protegen 12 652 787 ha que representan un 6,44 % del territorio nacional. De esas 42 reservas, 41 integran (y otra está condicionada al cumplimiento de alguna condición) el Sistema Nacional de Áreas Naturales Protegidas (SINAP) conforme a lo dispuesto por la SEMARNAT. (Las áreas naturales protegidas que pasan a formar parte del SINAP son aquellas consideradas de especial relevancia en el país.[1])

- 41 áreas consideradas reservas de la biósfera por pertenecer a la Red Mundial de Reservas de la biosfera de la Unesco[2] (27 de ellas son también reservas de la biósfera por la CONANP), sean denominadas «reserva de la biósfera» o parques nacionales y otras áreas de protección de flora y fauna (en la tabla se marcan con el logo del Programa el Hombre y la Biósfera (MaB), ). (La red integraba, en julio de 2016, 669 sitios en 120 países.[3])

Además de ser reserva de la biósfera, la UNESCO ha declarado seis de ellas Patrimonio de la Humanidad como bienes naturales: Sian Ka'an (1987), Santuario de ballenas de El Vizcaíno (1993), Islas y áreas protegidas del Golfo de California (2005, extendido en 2007 y 2011), Reserva de la biosfera de la Mariposa Monarca (2008), Reserva de la biosfera El Pinacate y Gran Desierto de Altar (2013) y Archipiélago de Revillagigedo (2016).

## Reservas de la biósfera administradas por la Comisión Nacional de Áreas Naturales Protegidas
| Imagen | N.º | Ref.      | MAB | Nombre de la reserva | Estado(s)                  | Municipio(s) | Fecha de declaración    | Área (ha) | Notas |
|        | 01  | SINAP 038 |     | Complejo Lagunar Ojo de Liebre · Patrimonio de la Humanidad (parte de «Santuario de ballenas de El Vizcaíno») (1987)                                | Baja California Sur        | Mulegé | 14 de enero de 1972     | 60 343    | |
|        | 02  | SINAP 005 |     | Reserva de la Biosfera Montes Azules (revisada en 1998)                                                                                             | Chiapas                    | Ocosingo y Las Margaritas | 12 de enero de 1978     | 331 200   | Selva alta perennifolia y mediana subcaducifolia, bosque de pino-encino, bosque ripario de galería, jimbales y sabana                                                                                              |
|        | 03  | SINAP 029 |     | Reserva de la Biosfera La Michilía (revisada en 1998)                                                                                               | Durango                    | Suchil y Mezquital | 9 de julio de 1979      | 9325      | Pastizal, bosque de encino-pino, bosque de pino, matorral de manzanita, vegetación de ciénegas y riparia |
|        | 04  | SINAP 039 |     | Reserva de la Biosfera El Cielo | Tamaulipas                 | | 1 de julio de 1985      | 144 540   | |
|        | 05  | SINAP 002 |     | Sian Ka'an · (revisada en 1999) · Patrimonio de la Humanidad (1987)                                                                                 | Quintana Roo               | Cozumel y Felipe Carrillo Puerto | 30 de enero de 1986     | 528 148   | Selva mediana y baja subperennifolia, selva baja caducifolia, manglar, tintal, marismas, petenes, vegetación de dunas costeras y arrecifes                                                                         |
|        | 06  | SINAP 019 |     | Reserva de la Biosfera Sierra de Manantlán (revisada en 1999)                                                                                       | Colima Jalisco             | Minatitlán, Comala, Autlan de Navarro, Cuautitlán, Casimiro Castillo, Toliman y Tuxcacuesco                                           | 23 de marzo de 1987     | 139 577   | Bosque de pino-encino, oyamel, bosque mesófilo de montaña, selva mediana subcaducifolia, vegetación de sabana, bosque de galería, bosque de encino                                                                 |
|        | 07  | SINAP 021 |     | Reserva de la Biosfera El Vizcaíno · (revisada en 2005) · Patrimonio de la Humanidad (parte de «Santuario de ballenas de El Vizcaíno») (1987)       | Baja California Sur        | Mulegé | 30 de noviembre de 1988 | 2 493 091 | Matorral xerofilo microfilo, bosque de pino, vegetación halófita de dunas costeras y manglar |
|        | 08  | SINAP 001 |     | Reserva de la Biosfera de Calakmul (ampliada y renombrada en 2006) · Patrimonio de la Humanidad (2014)                                              | Campeche                   | Calakmul y Hopelchen | 23 de mayo de 1989      | 723 185   | Selva alta, mediana y baja subperennifolia, vegetación hidrófita |
|        | 09  | SINAP 016 |     | El Triunfo (revisada en 2005 ) | Chiapas                    | Acacoyagua, Angel Albino Corzo, La Concordia, Mapastepec, Villa Corzo, Pijijiapan y Siltepec                                          | 13 de marzo de 1990     | 119 177   | Bosque mesófilo de montaña, bosque de coníferas, selva alta perennifolia |
|        | 10  | SINAP 010 |     | Pantanos de Centla | Tabasco                    | Centla, Jonuta y Macuspana | 6 de agosto de 1992     | 302 707   | Pantanos y marismas, selva mediana y baja subperennifolia y manglar |
|        | 11  | SINAP 025 |     | Reserva de la Biosfera Lacan-Tun | Chiapas                    | Ocosingo | 21 de agosto de 1992    | 61 874    | Selva alta perennifolia |
|        | 12  | SINAP 004 |     | Alto golfo de California y delta del río Colorado · Patrimonio de la Humanidad (parte de «Islas y áreas protegidas del Golfo de California») (2005) | Baja California Sonora     | Mexicali, Puerto Peñasco y San Luis Río Colorado                                                                                      | 10 de junio de 1993     | 934 756   | Matorral xerófilo, vegetación de dunas costeras, ecosistema marino y estuarino |
|        | 13  | SINAP 006 |     | Reserva de la Biosfera El Pinacate y Gran Desierto de Altar · Patrimonio de la Humanidad (2013)                                                     | Sonora                     | General Plutarco Elías Calles, Puerto Peñasco y San Luis Río Colorado                                                                 | 10 de junio de 1993     | 714 557   | Matorral xerófilo |
|        | 14  | SINAP 012 |     | Reserva de la Biosfera Chamela-Cuixmala | Jalisco                    | La Huerta | 30 de diciembre de 1993 | 13 142    | Selva baja caducifolia, mediana subperennifolia, manglar, vegetación acuática de lagunas y esteros, vegetación riparia, dunas costeras y matorral xerófilo                                                         |
|        | 15  | SINAP 068 |     | Sierra del Abra-Tanchipa | San Luis Potosí            | Ciudad Valles y Tamuin | 6 de junio de 1994      | 21 464    | Selva mediana y baja subperennifolia, selva baja caducifolia, selva baja espinosa caducifolia y encinares |
|        | 16  | SINAP 069 |     | Archipiélago de Revillagigedo · Patrimonio de la Humanidad (2016)                                                                                   | Colima                     | - | 6 de junio de 1994      | 636 685   | Vegetación de zona árida, halófita, matorral, arbusto de pradera, pastizales |
|        | 17  | SINAP 023 |     | Sierra de la Laguna | Baja California Sur        | La Paz y Los Cabos | 6 de junio de 1994      | 112 437   | Bosque de coníferas, selva tropical, palmar, matorral y bosques de pino-encino |
|        | 18  | SINAP 013 |     | Reserva de la Biosfera La Encrucijada | Chiapas                    | Mazatan, Huixtla, Villa Comaltitlán, Acapetahua, Mapastepec y Pijijiapan                                                              | 6 de junio de 1995      | 144 868   | Manglar, selva baja inundable de zapotonales, tulares-popales, sistemas lagunares y reductos de selva mediana y baja subperennifolia                                                                               |
|        | 19  | SINAP 017 |     | La Sepultura | Chiapas                    | Villacorzo, Villaflores, Jiquipilas, Cintalapa, Arriaga y Tonala                                                                      | 6 de junio de 1995      | 167 310   | Bosque lluvioso de montaña y de niebla, selva caducifolia, selva baja caducifolia y chaparral de niebla |
|        | 20  | SINAP 033 |     | Banco Chinchorro | Quintana Roo               | Othon P. Blanco | 19 de julio de 1996     | 144 360   | Arrecife coralino |
|        | 21  | SINAP 022 |     | Reserva de la Biosfera Sierra Gorda | Querétaro                  | Arroyo Seco, Jalpan de Serra, Peñamiller, Pinal de Amoles y Landa de Matamoros                                                        | 19 de mayo de 1997      | 383 567   | Bosque tropical subcaducifolio, bosque tropical caducifolio, matorral xerófilo, encinar arbustivo, pastizal, bosque de Quercus, bosque de coníferas, bosque mesófilo de montaña, vegetación acuática y subacuática |
|        | 22  | SINAP 015 |     | Arrecifes de Sian Ka'an | Quintana Roo               | Frente a la costa de Solidaridad y Felipe Carrillo Puerto                                                                             | 2 de febrero de 1998    | 34 927    | Arrecife coralino |
|        | 23  | SINAP 020 |     | Reserva de la Biosfera Tehuacán-Cuicatlán · Patrimonio de la Humanidad (2018)                                                                       | Oaxaca Puebla              | Varios | 18 de noviembre de 1998 | 490 187   | Bosque tropical caducifolio, bosque espinoso, bosque de encino, pastizal y matorral xerófilo |
|        | 24  | SINAP 003 |     | Reserva de la Biosfera Los Tuxtlas | Veracruz                   | Angel R. Cabada, Catemaco, Mecayapan, Pajapan, San Andrés Tuxtla, Santiago Tuxtla, Soteapan y Tatahuicapan de Juárez                  | 23 de noviembre de 1998 | 155 122   | Selva baja caducifolia, selva mediana perennifolia y bosque mesófilo |
|        | 25  | SINAP 034 |     | Ría Lagartos | Yucatán                    | San Felipe, Río Lagartos y Tizimín | 21 de mayo de 1999      | 60 348    | Selva baja caducifolia, dunas costeras, manglar |
|        | 26  | SINAP 042 |     | Reserva de la Biosfera de los Petenes | Campeche                   | Calkini, Hecelchakan, Tenabo y Campeche                                                                                               | 24 de mayo de 1999      | 282 858   | Manglar, matorral de zonas áridas, selva húmeda perennifolia, selva subhúmeda caducifolia |
|        | 27  | SINAP 040 |     | Sierra de Huautla | Morelos                    | Amacuzac, Puente de Ixtla, Jojutla, Tlaquiltenango, y Tepalcingo                                                                      | 8 de septiembre de 1999 | 59 031    | Selva subhúmeda caducifolia |
|        | 28  | SINAP 036 |     | Reserva de la Biosfera de la Mariposa Monarca · Patrimonio de la Humanidad (2008)                                                                   | México Michoacán           | Temascalcingo, San Felipe Del Progreso, Villa De Allende, Donato Guerra, Contepec, Senguio, Angangueo, Ocampo, Zitácuaro y Aporo      | 10 de noviembre de 2000 | 56 259    | Bosque de oyamel, bosque pino-encino, pastizal, matorral de juníperos |
|        | 29  | SINAP 037 |     | Reserva de la Biosfera Selva El Ocote | Chiapas                    | Ocozocuautla de Espinosa, Cintalapa de Figueroa, Tecpatan de Mezcalapa y Jiquipilas                                                   | 27 de noviembre de 2000 | 101 288   | Selva alta perennifolia, selva mediana subperennifolia, selva baja caducifolia y bosque de pino encino |
|        | 30  | SINAP 027 |     | Mapimí (revisada en 1998) | Chihuahua Coahuila Durango | Tlahualillo, Mapimi, Jiménez, Sierra Mojada y Francisco I. Madero                                                                     | 27 de noviembre de 2000 | 342 388   | Matorral xerófilo, pastizal y vegetación halófita |
|        | 31  | SINAP 041 |     | Reserva de la Biosfera de la Barranca de Metztitlán                                                                                                 | Hidalgo                    | Acatlán, Atotonilco El Grande, Eloxochitlan, Huasca de Ocampo, Metztitlan, San Agustín Metzquititlan, Metepec, Zacualtipan de Angeles | 27 de noviembre de 2000 | 96 043    | Matorral xerófilo, bosque templado, pastizal, selva alta perennifolia |
|        | 32  | (cond)    |     | Islas Marías · Patrimonio de la Humanidad (parte de «Islas y áreas protegidas del Golfo de California») (2005)                                      | Nayarit                    | Frente al Puerto de San Blas | 27 de noviembre de 2000 | 641 285   | Arrecifes, manglares, selvas bajas deciduas y selvas medianas subdeciduas |
|        | 33  | SINAP 035 |     | Ría Celestún | Campeche Yucatán           | Calkini, Celestún y Maxcanu | 27 de noviembre de 2000 | 81 482    | Manglar, vegetación de dunas costeras, petenes, sabana, tulares, carrizales, selva baja inundable y selva baja caducifolia con cactáceas                                                                           |
|        | 34  | SINAP 043 |     | Isla San Pedro Mártir · Patrimonio de la Humanidad (parte de «Islas y áreas protegidas del Golfo de California») (2005)                             | Sonora                     | Hermosillo | 13 de junio de 2002     | 30 165    | Marino y matorral |
|        | 35  | SINAP 070 |     | Volcán Tacaná | Chiapas                    | Tapachula, Cacahoatan y Unión Juárez                                                                                                  | 28 de enero de 2003     | 6378      | Bosques mesófilos, páramo tropical y chusqueal |
|        | 36  | SINAP 058 |     | Isla Guadalupe | Baja California            | - | 14 de abril de 2005     | 476 971   | |
|        | 37  | SINAP 078 |     | Sierra Gorda de Guanajuato | Guanajuato                 | Atarjea, San Luis de la Paz, Santa Catarina, Victoria, Xichú                                                                          | 2 de febrero de 2007    | 236 882   | |
|        | 38  | SINAP 059 |     | Bahía de los Ángeles, canales de Ballenas y de Salsipuedes                                                                                          | Baja California            | Ensenada | 5 de junio de 2007      | 387 957   | |
|        | 39  | SINAP 075 |     | Reserva de la Biosfera Zicuirán Infiernillo | Michoacán                  | - | 30 de noviembre de 2007 | 265 118   | |
|        | 40  | SINAP 061 |     | Reserva de la Biosfera Tiburón Ballena | Quintana Roo               | Frente a las costas de Lázaro Cárdenas e Islas Mujeres                                                                                | 5 de junio de 2009      | 145 988   | Ecosistemas: dulceacuícolas, estuarinos, marinos y arrecífales |
|        | 41  | SINAP 062 |     | Reserva de la Biosfera Janos | Chihuahua                  | Janos | 8 de diciembre de 2009  | 526 483   | Pastizal natural, bosques de pino-encino, vegetación halófila y riparia; presenta un alto grado de endemismos y diversidad de flora y fauna silvestre                                                              |
|        | 42  | SINAP 073 |     | Marismas Nacionales | Nayarit                    | Acaponeta, Rosamorada, Santiago Ixcuintla, Tecuala y Tuxpan                                                                           | 12 de mayo de 2010      | 133 854   | Vegetación halófila, selva baja caducifolia, matorral espinoso, vegetación de dunas costeras, esteros, lagunas, marismas y manglares.                                                                              |

La Unesco considera también reservas de la biósfera otras áreas que en México están protegidas con otras figuras de protección. Unas están dentro del sistema del SINAP:
- Área de protección de flora y fauna Maderas del Carmen (en Coahuila, SINAP 009, incluido el 7 de junio de 2000 - 208 381 ha)
- Área de protección de flora y fauna Cuatrociénegas (en Coahuila, SINAP 018, incluido el 7 de junio de 2000 - 84 347,47 ha)
- Área de protección de flora y fauna Sierra de Álamos-Río Cuchujaqui (en Sonora, SINAP 047, incluido el 27 de noviembre de 2002 - 92 889,69 ha)
- Parque nacional Huatulco (en Oaxaca, SINAP 048, incluido el 27 de marzo de 2003 - 11 890,98 ha)
- Parque nacional Arrecife Alacranes (en Yucatán, SINAP 049, incluido el 25 de noviembre de 2003 - 333 768,50 ha)
- Parque marino nacional Sistema Arrecifal Veracruzano (en Veracruz, SINAP 050, incluido el 25 de noviembre de 2003 - 65 516,47 ha)
- Área de Protección de Flora y Fauna de Laguna Madre y Delta del Río Bravo (en Tamaulipas, SINAP 056, incluido el 25 de septiembre de 2006 - 572 808,6 ha)
- Área de Protección de Flora y Fauna de "La Porción Norte y la Franja Costera Oriental Terrestres y Marinas de la Isla de Cozumel" (en Quintana Roo, SINAP 064, incluido el 8 de junio de 2016 - 37 829,17 ha)

y otras excluidas:
- Área de protección de flora y fauna Islas del Golfo de California (en Baja California,  Baja California Sur y Sonora (condicionada por el CNANP)
- La Primavera (bosque), 2006
- Parque nacional Lagunas de Montebello, 2009
- Área de protección de flora y fauna Nahá-Metzabok, 2010
- Los Volcanes, 2010
- Parque nacional Islas Marietas, 2008